# Elzéar-Alexandre Taschereau
Elzéar-Alexandre Taschereau (ur. 17 lutego 1820 w Sainte-Marie de la Beauce, zm. 12 kwietnia 1898 w Quebec) – kanadyjski biskup rzymskokatolicki, arcybiskup Quebecu i pierwszy kanadyjski kardynał.

## Życiorys
Był jednym z siedmiorga dzieci Jeana-Thomasa Taschereau. pobierał naukę w Quebecu, a następnie wyjechał na rok do Europy zwiedzając Wielką Brytanię, Francję i Włochy. Tonsurę otrzymał w Rzymie i powrócił do Kanady, gdzie ukończył seminarium. Święcenia kapłańskie otrzymał 10 września 1842 po otrzymaniu dyspensy od wymaganego kanonicznie wieku. W latach 1842–1854 profesor filozofii w Seminarium w Quebec. W 1856 uzyskał w Rzymie doktorat z prawa kanonicznego. Następnie poświęcił się dalszej pracy akademickiej i był między innymi rektorem seminarium w Laval. Brał udział w soborze watykańskim I jako teolog arcybiskupa Quebecu Charles'a-François Baillargeona. Po jego śmierci w październiku 1870 został administratorem archidiecezji.

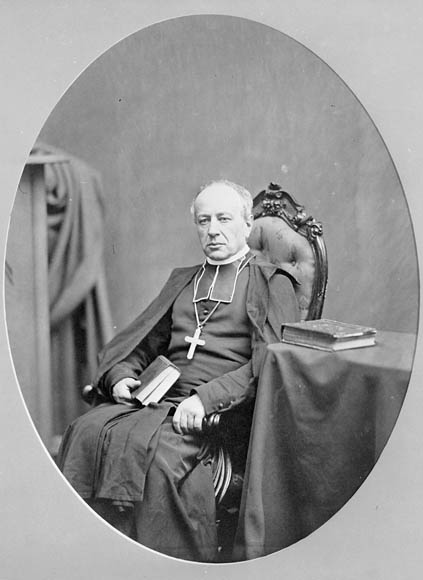
Elzéar-Alexandre Taschereau w 1871

24 grudnia 1870 otrzymał nominację na arcybiskupa Quebecu. Sakry udzielił w marcu 1871 John Joseph Lynch, arcybiskup Toronto. Na prośbę władz kanadyjskich papież Leon XIII podniósł go do rangi kardynała prezbitera, przydzielając mu kościół tytularny S. Mariae de Victoria w 1886 roku. Zmarł po długiej chorobie i pochowany został w katedrze w Quebecu. Uroczystościom pogrzebowym przewodził kardynał arcybiskup Baltimore James Gibbons, prymas USA.